# Damned If You Do
| Оценки критиков               | Оценки критиков |
| Источник                      | Оценка          |
| ----------------------------- | --------------- |
| Antichrist Magazine           | 60/100          |
| Brave Words & Bloody Knuckles | [ 2 ]           |
| Metal.de                      | [ 3 ]           |
| Metal Hammer                  | [ 4 ]           |
| Powermetal.de                 | [ 5 ]           |
| Rock Hard                     | [ 6 ]           |

Damned If You Do (с англ. — «Будь проклят, если сделаешь») — двенадцатый студийный альбом американской хеви-метал группы Metal Church, выпущенный 7 декабря 2018 года на лейбле Rat Pak Records. Это их первый релиз с бывшим барабанщиком W.A.S.P. Стетом Хоулендом, сменившим давнего участника Джеффа Плейта в 2017 году, и их последний альбом с участием вокалиста Майка Хоу, который умер в 2021 году. На песни «Damned If You Do» и «By the Numbers» были сняты видеоклипы.

## Предыстория
Примерно через семь месяцев после выпуска XI вокалист Майк Хоу, на вопрос собирается ли он записать ещё один альбом с Metal Church, он ответил: «У нас есть все намерения сделать это, и в этом всё дело. Если вы не делаете новую музыку, то мне пора уходить […] У нас есть планы на эту осень, чтобы вернуться к написанию и попытаться выпустить что-нибудь в следующем году. Мы также подбираем даты для весны, чтобы, возможно, вернуться в Штаты. Но наш барабанщик Джефф, он также играет в Trans-Siberian Orchestra. Его не будет с конца октября по декабрь. Так что мы могли бы воспользоваться этим временем, чтобы начать писать новый материал».
21 марта 2017 года Плейт объявил, что покинул Metal Church, а позже его заменил Хоуленд. В интервью в мае 2017 года Курдт Вандерхуф заявил, что Metal Church приступили к написанию и созданию демо-записи своего следующего альбома, который ориентировочно должен был выйти в начале 2018 года. 1 октября 2018 года группа продемонстрировала аудио-отрывок из новой песни из альбома.

## Концепция
Курдт Вандерхоф объяснил тематику, объединяющую альбом: «Обложка на самом деле имеет отношение к эпохе, в которой мы живём в настоящее время, со всем политическим и социальным обманом, с тем, что вы должны быть чрезвычайно осторожны насчёт того, кого и что вы слушаете и во что верите . Так что обложка — это один из аспектов этого, это не критика католической церкви или что-то в этом роде. В основном это говорит о том, что вы должны быть осторожны с тем, кого слушаете, и только потому, что вы сидите в церкви, это не значит, что вы обязательно слышите правду. Дьявол тоже работает в церкви, и его самая большая ложь состоит в том, что его не существует. Так что это один из аспектов, а название альбома также отражает некое лирическое содержание записи, которое ориентировано на текущие события. То же самое, не обязательно с церковью, духовностью или вашей верой, но это имеет отношение к эпохе фальшивых новостей и всего происходящего обмана. То, что это в новостях, не означает, что это правда. […] Об этом и обложка, и тематическое содержание альбома».

## Список композиций
| №                   | Название              | Длительность |
| ------------------- | --------------------- | ------------ |
| 1.                  | «Damned If You Do»    | 4:35         |
| 2.                  | «The Black Things»    | 5:16         |
| 3.                  | «By the Numbers»      | 4:35         |
| 4.                  | «Revolution Underway» | 5:25         |
| 5.                  | «Guillotine»          | 4:47         |
| 6.                  | «Rot Away»            | 3:26         |
| 7.                  | «Into the Fold»       | 4:20         |
| 8.                  | «Monkey Finger»       | 4:15         |
| 9.                  | «Out of Balance»      | 4:25         |
| 10.                 | «The War Electric»    | 4:09         |
| Общая длительность: | Общая длительность:   | 45:13        |

## Участники записи
- Майк Хоу[англ.] — вокал
- Курдт Вандерхуф — гитара, продюсирование, сведение, мастеринг
- Рик ван Зандт — гитара
- Стив Унгер — бас-гитара
- Стет Хоуленд — ударные

## Чарты
| Чарт (2018)                     | Высшая позиция |
| ------------------------------- | -------------- |
| Германия (Offizielle Top 100)   | 68             |
| Швейцария (Schweizer Hitparade) | 83             |